# Fall (Dotan)
Fall is een downloadsingle van Dotan. Het was de eerste single afkomstig van zijn studioalbum Seven layers. De single verscheen in januari 2014, maar de verkoop kwam toen nauwelijks van de grond. Nadat de volgende single Home meer succes had, werd Fall opnieuw uitgegeven. Ook toen waren de verkopen niet groot genoeg om een hoge positie in de hitparades te krijgen, maar de verkopen verliepen wel gestaag over een flink aantal weken. Het lied heeft een deels akoestisch karakter, voortgekomen uit de basis van het album Seven layers: huiskamerconcerten. Dotan onderschatte zijn eigen populariteit, de doop van het album was in een uitverkocht Paradiso. Ook moesten sommige promotieconcerten verhuisd worden naar grotere zalen.

## Hitnotering

### Nederlandse Top 40
In maart kwam het niet verder dan een negende plaats in de tipparade. Bij heruitgave werd het ineens uitgeroepen tot alarmschijf en werd het een hitje.
| Positie: | 37 | 35 | 39 | 37 | 29 | 33 | 38 | uit |

### NederlandseSingle Top 100
| Positie: | 60 | 86 | uit | 92 | 83 | 67 | 59 | 52 | 55 | 52 | 64 | 55 | 65 | 91 | uit | 96 | uit |

### BelgischeBRT Top 30/Ultratop 50
In België kwam Fall niet verder dan de tipparade

### NPO Radio 2 Top 2000
| Nummer met noteringen in de NPO Radio 2 Top 2000 | '14  | '15 | '16  |
| ------------------------------------------------ | ---- | --- | ---- |
| Fall                                             | 1579 | 780 | 1794 |

1. ↑  Een vetgedrukt getal geeft de hoogste notering aan.
2. ↑  2014 was het eerste jaar met een notering voor dit nummer.
3. ↑  Deze tabel is bijgewerkt tot en met de laatste editie (2024).